# (16554) 1991 UE2
1991 يو إي 2 (ويعرف أيضًا باسم (16554) 1991 يو إي 2 وفق تسمية الكوكب الصغير) (بالإنجليزية: 1991 UE2)‏ هو كويكب ضمن حزام الكويكبات؛ وترتيبه 16554 من حيث الاكتشاف.
اكتُشف هذا الجُرم الفلكي بواسطة هيروشي كانيدا في 29 أكتوبر 1991.

## وصلات خارجية
- (16554) 1991 UE2 في قاعدة بيانات مختبر الدفع النفاث لأجرام النظام الشمسي الصغيرة

- الاكتشاف · مخطط المدار ·  العناصر المدارية · المعلمات المادية

- (16554) 1991 UE2 على موقع ويكي سكاي: DSS2, SDSS, GALEX, IRAS, Hydrogen α, X-Ray, Astrophoto, Sky Map, Articles and images